# Санкт Волфганг (Горња Баварска)
Санкт Волфганг (њем. Sankt Wolfgang) општина је у њемачкој савезној држави Баварска. Једно је од 26 општинских средишта округа Ердинг. Према процјени из 2010. у општини је живјело 4.278 становника. Посједује регионалну шифру (AGS) 9177137.

## Географски и демографски подаци
Санкт Волфганг се налази у савезној држави Баварска у округу Ердинг. Општина се налази на надморској висини од 499–582 метра. Површина општине износи 46,3 km². У самом мјесту је, према процјени из 2010. године, живјело 4.278 становника. Просјечна густина становништва износи 92 становника/km².